# Ponte di Verrazzano
Il ponte di Verrazzano (in inglese Verrazzano-Narrows Bridge) è un ponte sospeso di New York che collega i due borough di Brooklyn e Staten Island sovrappassando il Narrows, lo stretto braccio di mare che separa i due distretti.
È intitolato al navigatore italiano Giovanni da Verrazzano.
L'attraversamento del ponte è a pedaggio per i veicoli diretti verso Staten Island e gratuito in direzione opposta.

## Storia
Il concetto urbanistico è opera di Robert Moses e la progettazione dell'ingegnere Othmar Ammann. All'epoca della sua inaugurazione, avvenuta nel 1964, si trattava del ponte sospeso più lungo del mondo, primato mantenuto fino al 1981. Date le dimensioni, il progetto dovette tenere conto della curvatura terrestre.

## Caratteristiche
La maggior parte del traffico marittimo verso i porti di New York e del New Jersey passa sotto questo ponte. Si tratta di un elemento urbanistico di primo piano, dato che i suoi altissimi piloni sono visibili da numerosi quartieri della città. La campata che viene a formarsi tra i due piloni copre quasi l'intera distanza tra le due rive e raggiunge la lunghezza di 1298 m, la maggiore negli Stati Uniti.
Ciascuno dei due piloni pesa 27.000 tonnellate. Due strade a sei corsie si sovrappongono formando un doppio strato, il cui livello inferiore fu aperto al pubblico nel 1969. Per l'attraversamento del ponte è necessario pagare un pedaggio.
È conosciuto anche per essere il punto di partenza della maratona di New York. Inoltre, rimasero celebri anche alcune scene drammatiche girate sul ponte per il film La febbre del sabato sera.

## Grafia del nome
Sono stati fatti vari tentativi per sostituire l'antica grafia "Verrazano", usata negli Stati Uniti fino al settembre 2018, con quella più moderna "Verrazzano", con il sostegno di personalità italo-americane quali Robert De Niro, Tony Gemignani e Joe D'Onofrio.. Il 6 giugno 2018 il Senato dello Stato di New York ha approvato all'unanimità una legge per cambiare la grafia del ponte, inviandola per l'approvazione all'Assemblea dello Stato di New York e al governatore Andrew Cuomo.
L'Assemblea ha approvato definitivamente la legge il 21 giugno e la ha inviata al governatore Cuomo con una piccola modifica: per diminuire i costi, la segnaletica minore di accesso al ponte manterrà la grafia con una sola z, mentre la segnaletica maggiore sarà sostituita con la doppia z. Il 1º ottobre 2018 il governatore Cuomo ha ufficialmente firmato la legge e da quel giorno l'unica grafia corretta è "Verrazzano".

## Galleria d'immagini

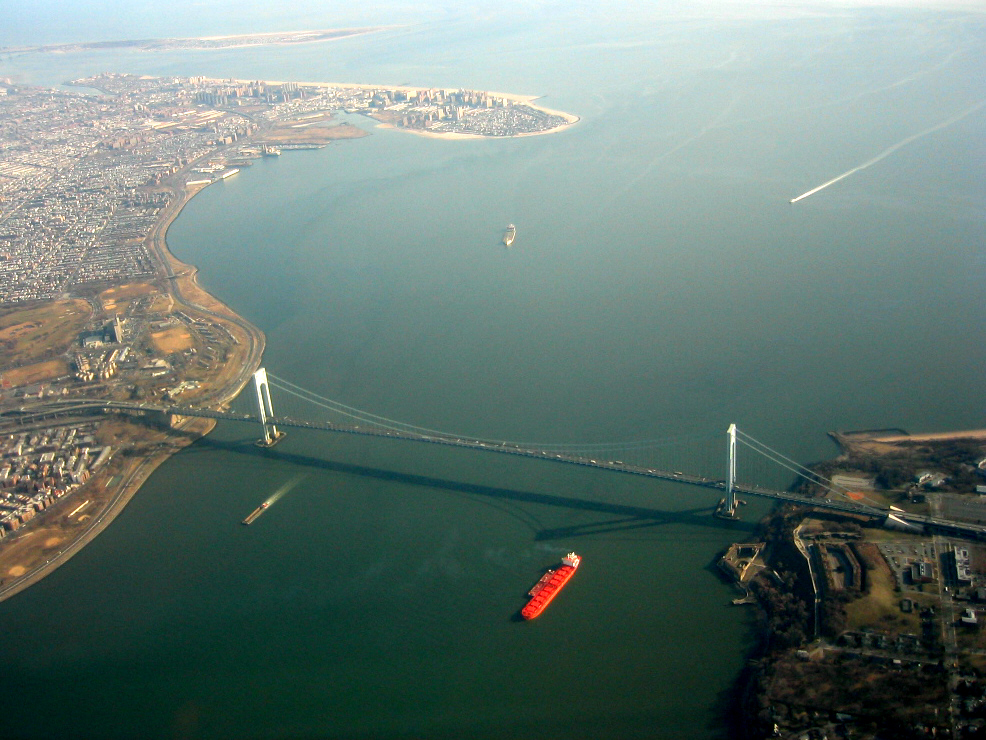
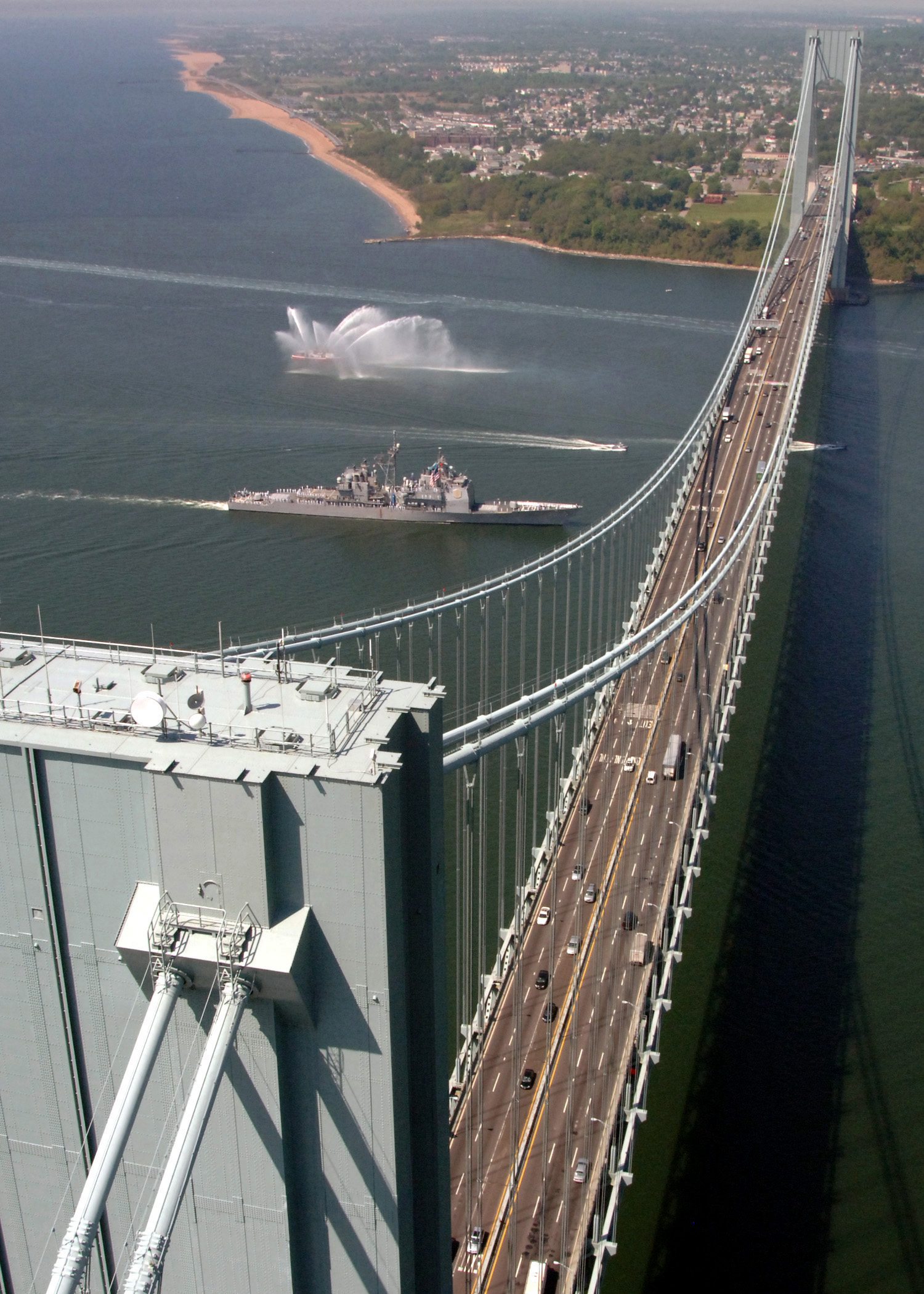
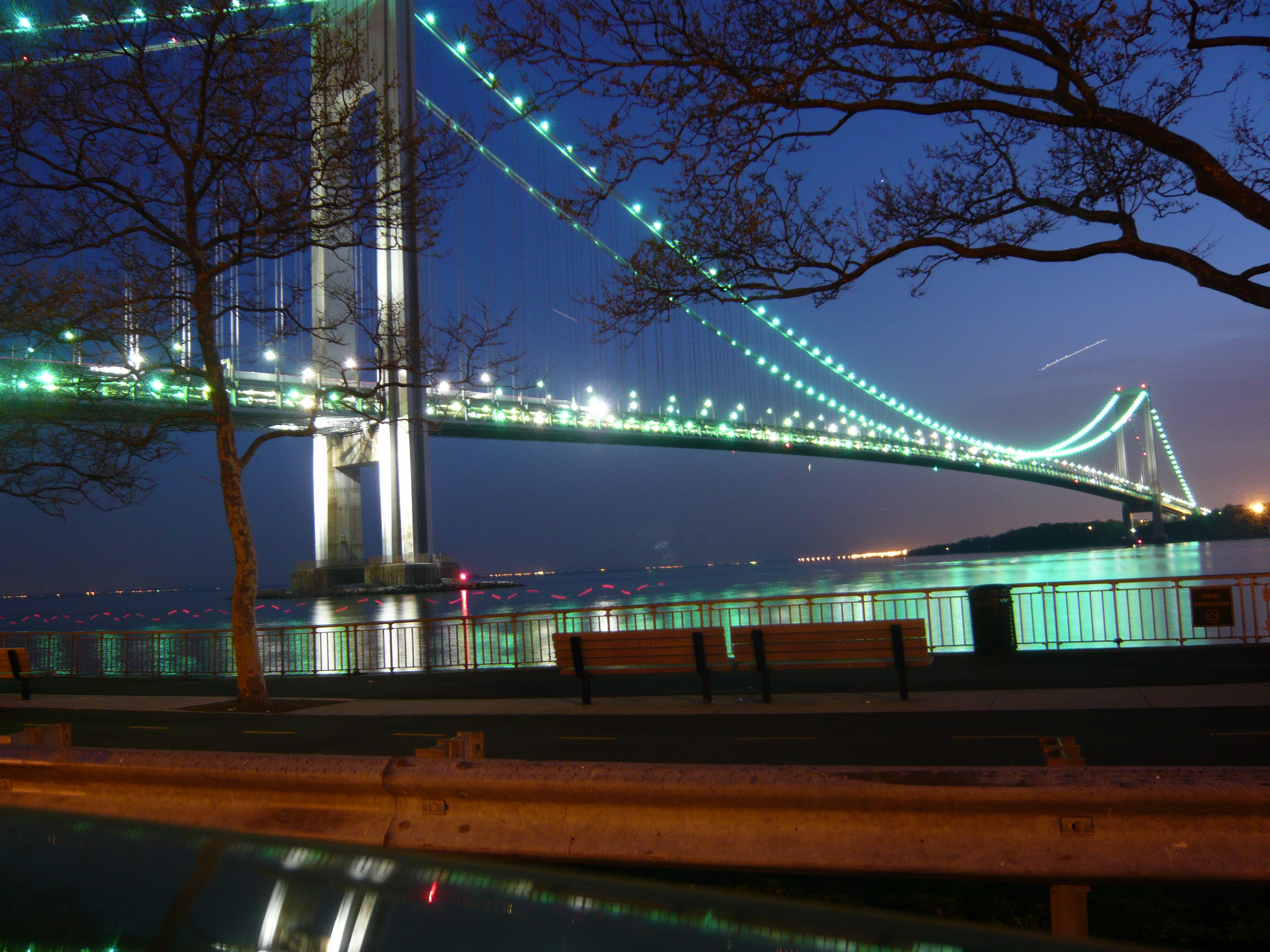
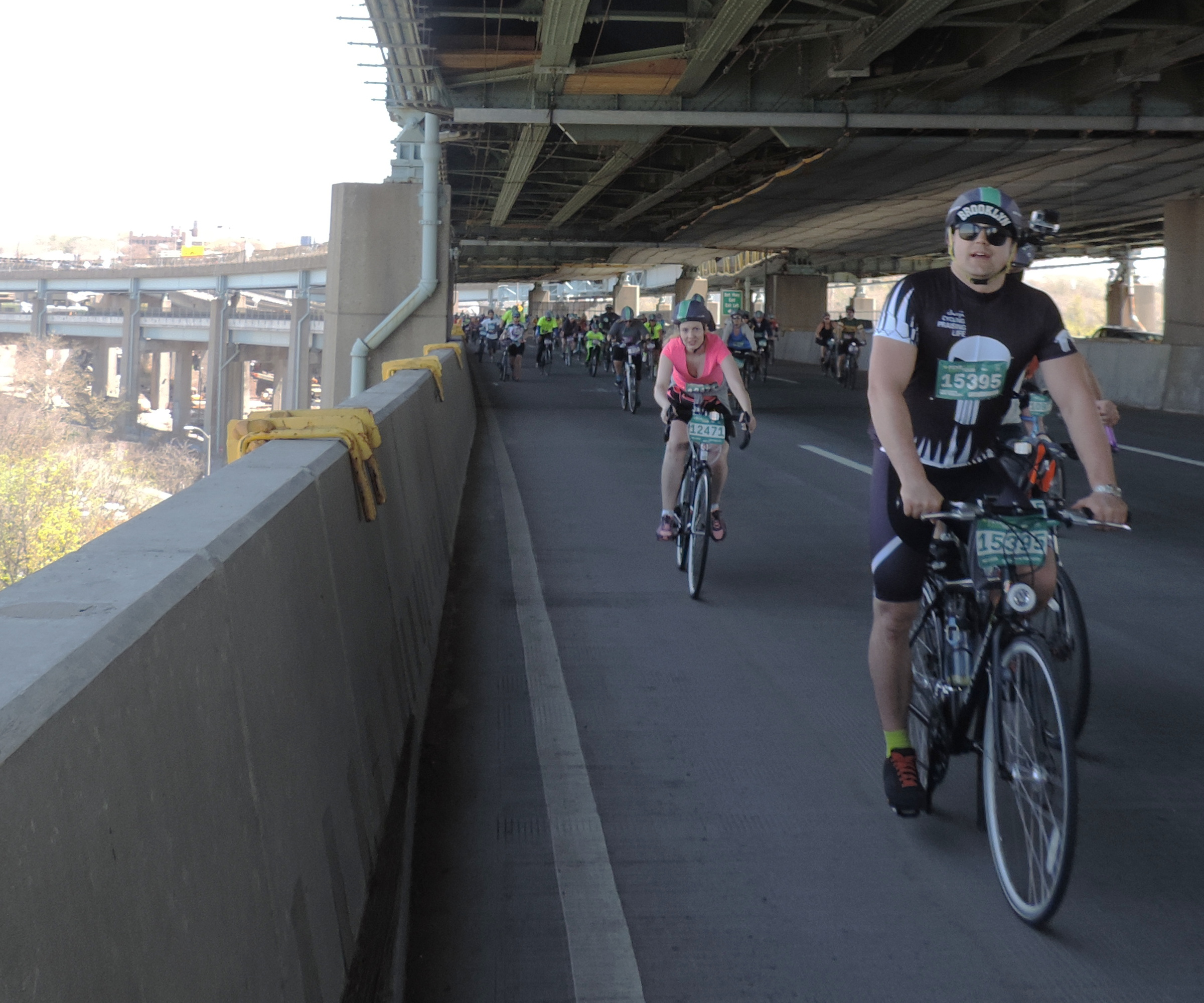

## Note

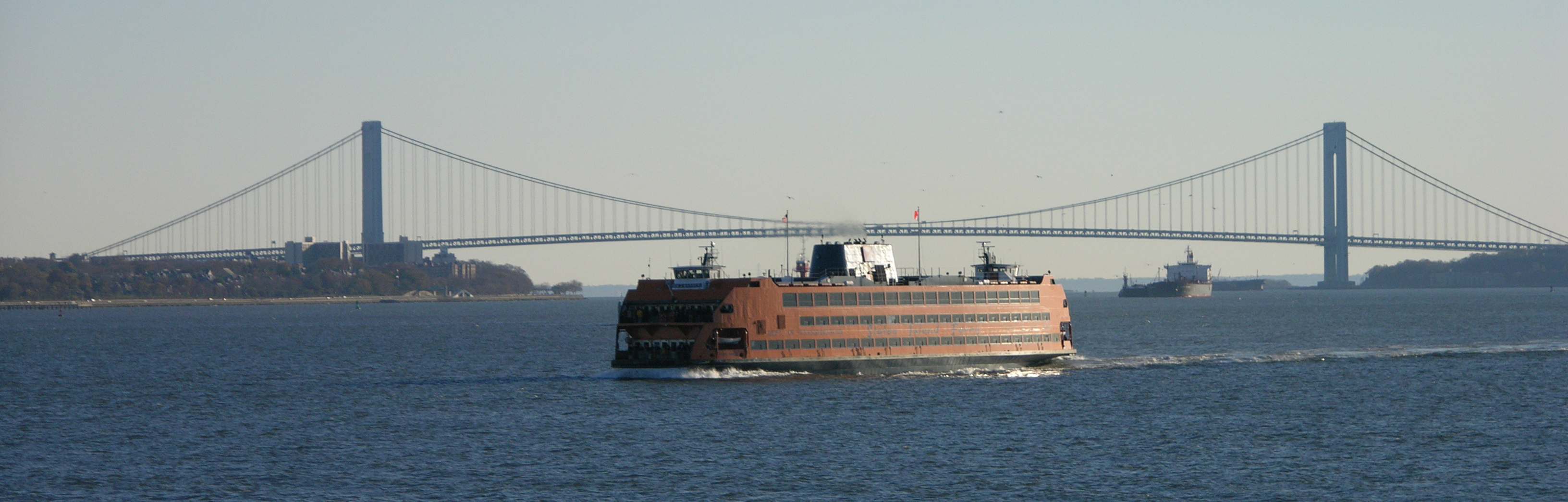
Il ponte è una sorta di cancello per l'accesso ai porti di New York e del New Jersey